# Chalcomenus corruscus
Chalcomenus corruscus är en skalbaggsart som först beskrevs av Wilhelm Ferdinand Erichson 1834.  Chalcomenus corruscus ingår i släktet Chalcomenus och familjen jordlöpare. Inga underarter finns listade i Catalogue of Life.